# Amata stenoptera
Amata stenoptera är en fjärilsart som beskrevs av Hans Zerny 1912. Amata stenoptera ingår i släktet Amata och familjen björnspinnare. Inga underarter finns listade i Catalogue of Life.